# Equus quagga burchellii

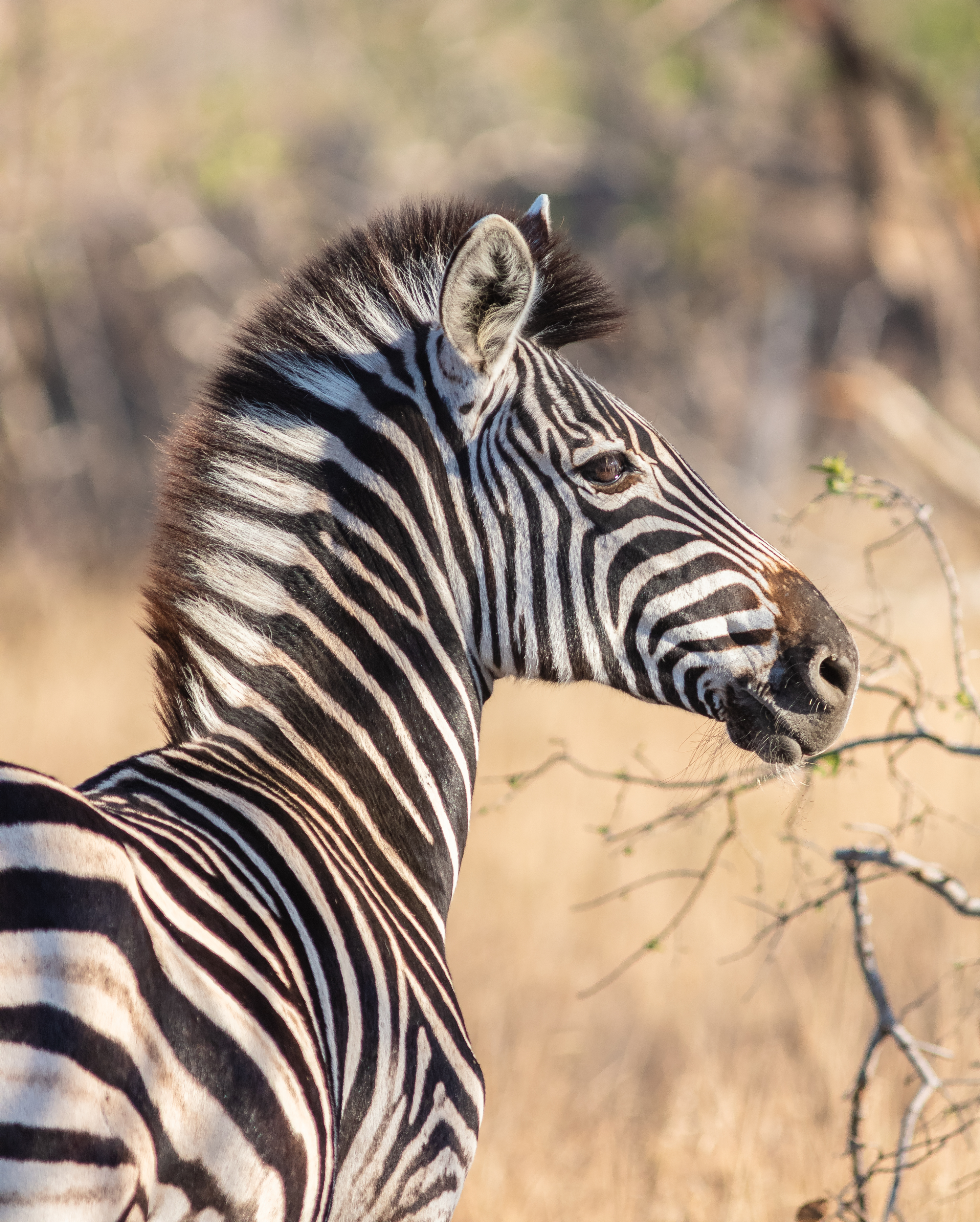
Detalle de la cabeza.

La cebra de Burchell (Equus quagga burchellii), fue llamada así en honor al naturalista británico que la describió por primera vez, William John Burchell. Esta subespecie de la cebra común (Equus quagga) se creía exterminada en estado salvaje en 1910 y extinta en su totalidad para 1918, hasta que en el 2004 se comprobara que la cebra Equus quagga antiquorum y la de Burchell eran el mismo animal. Por lo que se rebautizó como Equus quagga burchellii.

## Características físicas
Como la mayoría de las cebras, tanto hembras y machos son relativamente del mismo tamaño. Se reproducen durante todo el año según lo observado  en el Parque Nacional de Etosha, Namibia, llega a la conclusión de sincronización de tiempo entre machos y hembras, posiblemente explicando debido a la falta de dimorfismo sexual.
Estas cebras presentan rayas en la cabeza, el cuello y los flancos, y escasamente por los segmentos superiores de las extremidades, donde la coloración es blanca. Presentan en general una o dos franjas negras anchas cerca del anca. Esta es una característica principal distintiva con respecto a la cebra Zuzuland, aparte de las otras subespecies. Gray, observó una clara línea dorsal, la cola erizada solamente al final, y el cuerpo distintamente blanco. La línea dorsal es estrecha y se vuelve gradualmente más amplia en la parte trasera, con margen claramente blanco en cada lado.

## Rango y adaptación
Anteriormente, las poblaciones de cebras de Burchell se centraron en el norte del río Vaal/Orange, que se extiende al noroeste por el sur de Botsuana a Etosha y el Kaokoveld, y el sureste de Suazilandia y KwaZulu-Natal. Ahora extinguido en la parte media, sobrevive en los extremos noroeste y sudeste de la distribución.
La cebra de Burchell migra la distancia más larga de cualquier animal terrestre en África, viajando más de 250 kilómetros (160 millas) en cada sentido. Migran desde el río Chobe en Namibia al Parque Nacional Nxai Pan en Botsuana. Su migración sigue una ruta norte-sur recta casi en su totalidad dentro de la Zona de Conservación Transfronteriza Kavango-Zambeze (KAZA).
La población de cebras de Burchell ahora viven en China posiblemente debido a que se escaparon de las granjas o zoológicos.

## Subpoblación extinta

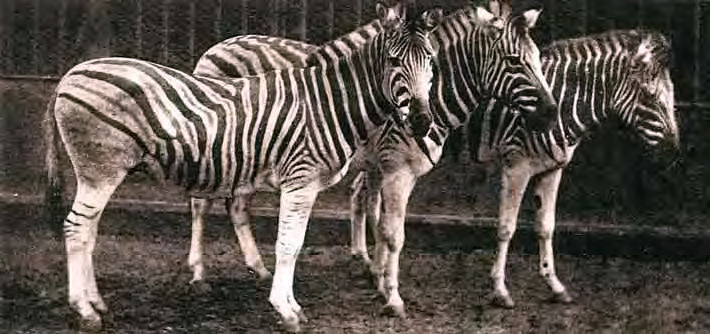
Especímenes de la población extinta, 1886.

Al igual que otras cebras, las cebras de Burchell deben haber poblado las llanuras africanas en números impresionantes. Se llegaron a reportar asociaciones de miles. Las manadas salvajes se cree que desaparecieron antes de 1910, y el último individuo conocido en cautiverio murió en el zoológico de Berlín en 1918. A medida que la colonización europea extendido hacia el norte desde el cabo al sur de Rhodesia colonial, se pensaba que esta subespecie haber sido cazados hasta su extinción.
Sin embargo, Groves y Bell concluyeron en su publicación de 2004 que "la verdadera extinción de la cebra de Burchell" es un fantasma. Un estudio cuidadoso de las poblaciones originales de cebra en el Reino Zulú y Suazilandia, y de pieles cosechados en granjas de juego en el Reino Zulú y Natal, ha revelado que una cierta proporción pequeña muestra similitud con lo que ahora se considera como Burchellii típico. Las localidades tipo de la subespecie Equus quagga quagga y Antiquorum (Cebra Damara) están tan cerca entre sí que sugieren que los dos son de hecho uno, y por lo tanto el mayor de los dos nombres, deben prevalecer sobre los más jóvenes. Por lo tanto, se suele decir que el nombre correcto de la subespecie más meridionales debe ser Burchellii no Antiquorum. La subespecie Equus quagga burchellii todavía existe en KwaZulu-Natal y en Etosha. Las cebras de Burchell se pueden encontrar en una serie de parques zoológicos de los Estados Unidos, incluyendo los siguientes: el Zoo de Cincinnati, el zoológico de Columbia, el zoológico de Nápoles, Zoo de Nashville, Zoo de Oregón, Woodland Park Zoo, etc., y una pequeña manada de aproximadamente 75- 100 animales en estado salvaje en el Rancho Hearst en San Simeón, California.

## Referencias

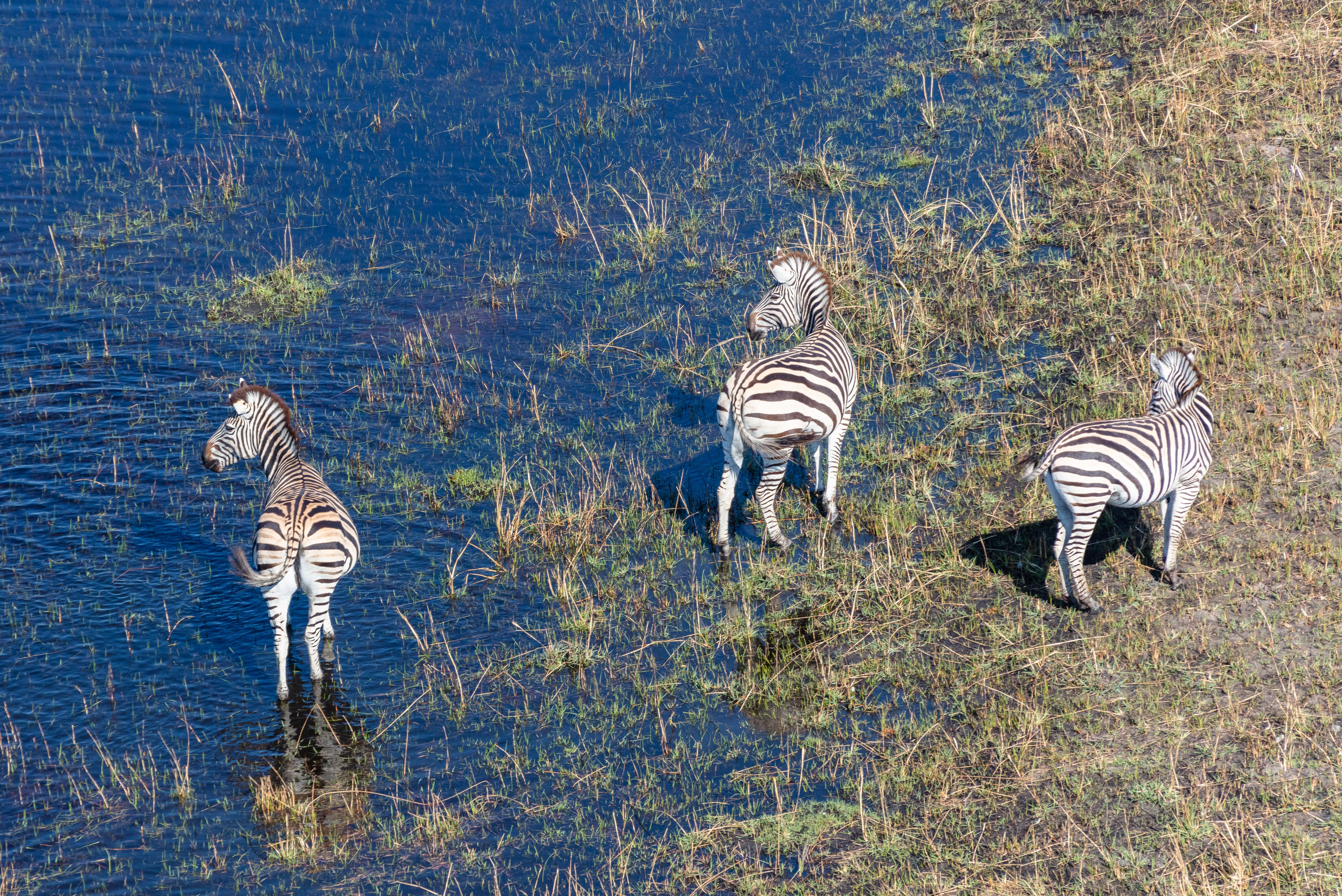
Ejemplares en el delta del Okavango.